# HMCS Saguenay (D79)
«Сагне» (англ. HMCS Saguenay (D79) — військовий корабель, ескадрений міноносець типу «A» Королівських військово-морських флотів Великої Британії та Канади за часів Другої світової війни.
Есмінець «Сагне» закладений 27 вересня 1929 року на верфі John I. Thornycroft & Company у Вулстоні. 11 липня 1930 року він був спущений на воду, а 21 травня 1931 року увійшов до складу Королівських ВМС Великої Британії й вже 3 липня 1931 року переданий до складу Королівського флоту Канади.

## Історія служби

### 1940
1 грудня 1940 року італійський підводний човен «Арго» торпедував у 300 милях (480 км) на захід від Ірландії під час супроводження конвою HG 47 «Сагне» і йому вдалося повернутися до Барроу-ін-Фернесса, з майже відірваним носом та 21 загиблим унаслідок вибуху.

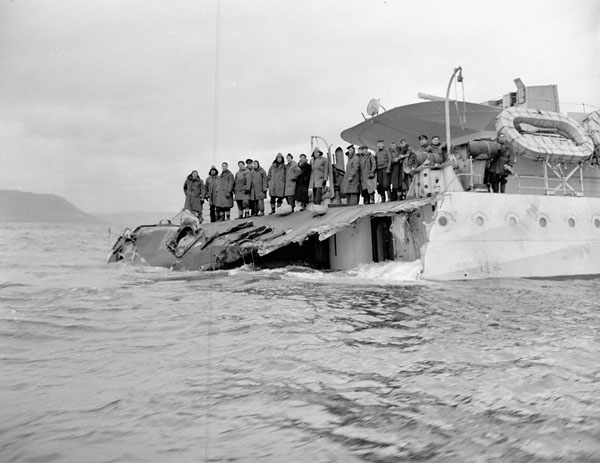
Пошкодження на канадському есмінці «Сагне» після зіткнення з SS Azra та детонації глибинних бомб корабля

### 1941
Після відновлення у доках Грінока, 22 травня 1941 року корабель повернувся до служби. Супроводжував конвої ON 93, HX 191, ONS 104, SC 90, ON 115, HX 202, ON 121, SC 98, ON 131, HX 210 та ON 141.
1 жовтня 1941 року «Сагне» увійшов до складу близького ескорту конвою WS 12, що супроводжували 24 транспортні судна при проходженні Північно-Західними підходами. До складу ескорту також входили авіаносець «Аргус», важкий крейсер «Девоншир», легкий крейсер типу «C» «Каїр», допоміжний мінний загороджувач «Агамемнон», допоміжний крейсер «Катай», есмінці «Ассінобойн», «Сикх», «Веріті», «Вітч», «Вайтхолл», «Бланкні», «Бедсворт», «Бредфорд», «Брайтон», «Ньюарк», «Ланкастер» та «Стенлі», що прикривали переміщення транспортного конвою до портів призначення.

### 1942
15 листопада 1942 року «Сагне» протаранило панамське вантажне судно Azra неподалік від мису Кейп-Рейс, Ньюфаундленд, у результаті зіткнення вибухнули глибинні бомби на борту канадського есмінця, яким відірвало корму корабля. Після відновлення використовувався в ролі тренувального судна; у 1946 році розібраний на брухт.